# Persefone (zespół muzyczny)
Persefone – zespół z Andory grający progresywny death metal z wyraźnymi akcentami kultury wschodniej, uformowana w 2001 w stolicy kraju.

## Muzycy

### Obecny skład zespołu
- Daniel Rodríguez Flys - wokal
- Jordi Gorgues Mateu - gitara
- Toni Mestre Coy - gitara basowa
- Marc Mas Marti - perkusja
- Miguel Espinosa - klawisze, wokal
- Carlos Lozano Quintanilla - wokal, gitara

### Byli członkowie zespołu
- Xavi Pérez - perkusja
- Aleix Dorca Josa - perkusja
- Marc Martins Pia - wokal

## Dyskografia
- Truth Inside the Shades (2004)
- Core (2006)
- Shin-Ken (2009)
- Spiritual Migration (2013)
- Aathma (2017)
- Metanoia (2022)[1]